# OS/360
OS/360 (официально IBM System/360 Operating System) — группа операционных систем, разработанных IBM для мейнфреймов System/360 начиная с 1964 года.
IBM выпустила три варианта OS/360:
- PCP (Первичная управляющая программа), однозадачная операционная система, 1966 год, могла запускаться на ЭВМ с 128 Кб оперативной памяти.
- MFT (Мультипрограммирование с фиксированным числом задач) для среднего ценового диапазона машин.
- MVT (Мультипрограммирование с  переменным количеством задач) для последних моделей компьютеров.

МFT и МVT использовались, по крайней мере, до 1981 года.
Другой часто применявшейся системой для этого оборудования была DOS/360.

## Поздние MVS версии и улучшения
В 1977 году IBM объявила о MVS/Системных расширениях «программного продукта» (то есть стоит дополнительные деньги), которые создают более высокую производительность MVS.
Потомки MVS до сих пор используются на последних потомках System/360, System/390 и zSeries; он был переименован в OS/390 для System/390, и 64-битная версия для zSeries, которая была названа z/OS.